# Xã Bangor, Quận Brookings, South Dakota
Xã Bangor (tiếng Anh: Bangor Township) là một xã thuộc quận Brookings, tiểu bang Nam Dakota, Hoa Kỳ. Năm 2010, dân số của xã này là 145 người.